# عروسی بهترین دوست من
عروسی بهترین دوست من (به انگلیسی: My Best Friend's Wedding) فیلم کمدی رمانتیک محصول ۱۹۹۷ به کارگردانی پی. جی. هوگان و با شرکت جولیا رابرتز و کامرون دیاز است. این فیلم مقام هشتم پرفروش‌ترین فیلم سال ۱۹۹۷ را بدست آورد و موسیقی این فیلم نیز در بین بیست ترانه برتر بیلبورد قرار گرفت. داستان این فیلم در مورد زنی به نام جولیان (جولیا رابرتز) است که در چند سال گذشته با مردی به نام مایکل (درموت مالرونی) بود اما رابطه خودش را با وی بهم زد و پس از چند سال تماسی از مایکل به جولیان می‌رسد که میخواد با زن دیگری با نام کیمبرلی (کامرون دیاز) ازدواج کند و از جولیان برای عروسی اش که هفته دیگر است دعوت می‌کند و جولیان تازه متوجه می‌شود که مردی را که بهش علاقه‌مند بود در حال از دست دادن است و سعی بر انجام هرکاری می‌کند تا این عروسی به هم بخورد.